# André Sanson
Pour les articles homonymes, voir Sanson.
André Sanson (1826-1902) est un vétérinaire qui fut professeur de zootechnie à l’École nationale supérieure d'agronomie de Grignon et à l’Institut national agronomique, et membre du comité central de la société d'anthropologie de Paris de 1862 à sa mort en 1902. Il a publié de nombreux ouvrages traitant de la classification des races animales domestiques, de la sélection et de l'élevage des animaux domestiques et des soins à leur apporter.

## Biographie
Né à Matha (Charente-Maritime), de père boulanger, diplômé de l'École vétérinaire d'Alfort en 1848, André Sanson fut d'abord vétérinaire militaire puis praticien civil, avant d'être recruté comme enseignant de physique, chimie et histoire naturelle à l'École vétérinaire de Toulouse. De caractère entier et difficile, ses relations avec ses supérieurs furent conflictuelles. Un livre qu'il publia alors conduisit au retrait par le pouvoir impérial de l'emploi qu'il occupait. Il se fixa à Paris et écrivit dans des journaux scientifiques et des revues agricoles tout en prenant le temps de fréquenter assidument les sociétés scientifiques malgré la gêne matérielle dans laquelle il se trouvait. C'est dans la Société d'anthropologie de Paris créée par Paul Broca qu'il conçut d'appliquer la crâniométrie à la détermination des races d'animaux et d'en faire une base de sa classification. Après la chute du Second Empire il fut nommé professeur de zootechnie à l'École d'Agriculture de Grignon puis conjointement à l'Institut Agronomique,.
En 1893 il reçoit la moitié du prix Barbier pour son ouvrage Sur l'hérédité (l'autre moitié du prix Barbier est attribuée à E. Gilbert pour son ouvrage La pharmacie à travers les siècles).

## La classification des races domestiques de Sanson
André Sanson est connu et encore cité aujourd'hui en tant qu'auteur d'une classification des races domestiques (Équidés, Bovidés, Ovidés, Suidés) dont on a surtout retenu les regroupements opérés au sein d'ensembles que Sanson appelait races et qu'aujourd'hui on appelle rameaux ethniques.
La classification de Sanson était fondée strictement sur des critères morphologiques et notamment crâniométriques. Sur cette base, Sanson ne reconnaissait qu'un nombre limité de races pour lesquelles il avait adopté la terminologie latine trinominale dérivée de la nomenclature binominale de Linné. Au sein de ces races il distinguait des variétés qui correspondent aux races connues actuellement. Aujourd'hui les races de Sanson sont l'équivalent de rameaux ethniques tandis que les variétés de Sanson sont l'équivalent de nos races actuelles. Par exemple la race Bos taurus aquitanicus de Sanson équivaut au rameau blond du sud ouest actuel. Une classification postérieure, celle de Baron rapportée par Dechambre,, s'appuya sur un ensemble de caractères morphologiques principalement (profil crânien, proportions, format), et secondairement sur la robe et les aptitudes. Aujourd'hui ces classifications et regroupements ont surtout un intérêt culturel et historique, même s'il leur est souvent fait référence dans des notices de races. Les méthodes génétiques actuelles s'appuyant sur l'utilisation de marqueurs moléculaires polymorphes mesurent la distance génétique entre groupes ethniques. Elles débouchent sur une classification de type cladistique des populations qui converge en partie seulement avec les anciennes classifications.

### Notions de race et d'espèce selon Sanson
Sanson se situe dans le prolongement des grands naturalistes classificateurs, Linné, Cuvier, avec une vision zoologique de sa discipline, la zootechnie, dont l'identité, en tant que vaste corpus de connaissances appliquées dans le domaine de l'élevage et des productions animales, n'était pas forgée comme elle l'est aujourd'hui.
Sanson exprimait des idées fixistes et récusait les théories "transformistes" (selon lui) de Darwin. De fait, une vision créationniste transparaît même si elle n'est pas formulée clairement, Sanson refusant, « scientifiquement » de prendre position sur ce point : « Si les espèces ont été créées ou non, scientifiquement nous n’en savons rien, et nous n’avons même pas à nous en occuper. »
On pourra en juger au travers des extraits suivants tirés du tome II de son traité de zootechnie :

« La race est donc exactement le plus grand collectif naturel d’êtres organisés issus les uns des autres, ou la plus grande collection d’individus représentant dans le temps, la descendance d’un couple, comme la famille représente la plus petite. »

« La race est la plus grande possible de toutes les familles, ou la collection de toutes les familles qui se sont succédé dans le temps comme résultant d’un premier couple ou d’un couple primitif. »

Pour Sanson, l'espèce ne désigne pas un ensemble au sein duquel se retrouvent différentes races mais elle exprime une notion de forme ou de type morphologique : 

« L’espèce est le type d’après lequel sont construits tous les individus de la même race. »

« L’un des attributs de l’espèce zoologique est sa fixité ou la constance inébranlable de ses caractères à travers les générations qui se sont succédé depuis l’apparition de ses premiers représentants. »

« On peut dire encore aujourd’hui avec Linné : Species tot numeramus quot diversae formae in principio sunt creatae. »

Dans une communication devant la Société d'Anthropologie de Paris intitulée "Sur la variabilité des métis", il affirmait l'existence d'une « loi de la fixité ou de la permanence de la race naturelle » et niait que les ovins métis de la Charmoise puissent donner une race (la race de la Charmoise créée par Édouard Malingié), de même les métis Dishley-Mérinos ne pouvaient non plus, selon lui, donner une nouvelle race (l'Île de France, créée par  Yvart).
Ces conceptions ont été oubliées. Aujourd'hui on ne cite principalement de l'œuvre de Sanson que les regroupements de sa classification des races animales opérés sur la base d'observations morphologiques, crâniométriques principalement. Ces regroupements conservent toujours, dans l'ensemble et hors cas particuliers discutables, une grande pertinence. On trouvera ci après la classification des races bovines selon Sanson et on se reportera, pour ce qui est des races ovines, à l'article spécial qui leur est consacré, largement fondé sur la classification de Sanson.

### Classification des races bovines de Sanson
La classification des races bovines est donnée ici comme exemple. Son intérêt, comme il a été dit, est surtout culturel et historique même si les regroupements opérés conservent une certaine pertinence. Les changements rencontrés dans la cartographie des races, dans l'importance numérique de chacune d'elles et les transformations qu'elles ont subies ont remis en question non seulement le contenu des classifications conçues à cette époque mais leur principe même d'inspiration zoologique.

#### Races bovines dolichocéphales
- Race de Pays-Bas (B.t. batavicus). Variétés :
  - Courtes cornes de Durham
  - Hollandaises (de Groningue, de la Frise, du Noord-Holland, de la Zélande, …)
  - de l’Ostfriesland
  - Oldenbourgeoise
  - d’Angeln-Tondern
  - Danoises (de Jutland et de Fionie)
  - Flamande
  - Wallonne
  - Ardennaise ou Meusienne
  - Morvandelle

- Race Germanique (B.t. germanicus). Variétés :
  - Allemandes (Breitenburg et Wilstermarsh)
  - Normandes (Cotentine et Augeronne)
  - Hereford

- Race Irlandaise (B.t. hibernicus). Variétés :
  - Kerry
  - Ayrshire
  - Devon
  - Iles de la Manche (Jersey, Alderney)
  - Bretonnes
  - Bordelaise

- Race Britannique (B.t. britannicus). Variétés :
  - Galloway
  - Angus
  - Norfolk
  - Suffolk

- Race des Alpes (B.t. alpinus). Variétés :
  - Suisses (variété lourde de Schwitz, moyenne des Grisons, légère du Valais, Tessin et Appenzell)
  - Wurtembergeoise
  - D’Allgau et de Dachau
  - Tyroliennes
  - Tarentaise
  - Gasconne
  - Ariégeoise ou Saint-Gironnaise

- Race d’Aquitaine ( B.t. aquitanicus). Variétés :
  - Agenaise
  - Garonnaise
  - Limousine
  - Lourdaise

#### Races bovines brachycéphales
- Race Asiatique (B. t. asiaticus). Variétés :
  - des Steppes de l’Asie et de la Russie méridionale
  - Kirghizes
  - de l’Ukraine
  - Podolienne
  - Lithuanienne
  - Hongroise
  - Moldo-Valaque
  - Bellunaise
  - Romagnole
  - Camargue

- Race Ibérique (B. t. ibericus). Variétés :
  - Corse, Sarde, de Naples et de la Sicile
  - Algériennes
  - Espagnoles et Portugaises
  - Pyrénéennes (Basquaise et Béarnaise)
  - Landaise
  - Carolaise

- Race Vendéenne (B. t. ligeriensis). Variétés :
  - Maraîchine
  - Nantaise
  - Choletaise
  - Poitevine, Gâtinelle ou Parthenaise
  - Berrichonne
  - Marchoise
  - de l’Aubrac

- Race Auvergnate (B. t. arvernensis). Variétés :
  - du Cantal dite Salers
  - du Puy de Dôme dite Ferrandaise

- Race Jurassique (B. t.jurassicus). Variétés :
  - Bernoise ou Simmenthal
  - Fribourgeoise
  - Pinzgau
  - Bressane
  - Comtoise
  - Fémeline
  - du Glane et du Donnersberg
  - Charolaise
  - Nivernaise
  - Bourbonnaise

- Race Écossaise (B. t. caledonensis). Variétés :
  - de West-Highland
  - de Kiloe
  - Blanche des forêts

#### Populations bovines métisses
Bovins Jersiais, Manceaux, Bazadais, Mézenc, Villars-de-Lans, Vosgiens, Nivernais et Bourbonnais.

### Classification des races ovines présentes en France dérivée de la classification de Sanson
Une classification très largement inspirée de celle de Sanson a été proposée par Yann Quemener,, en 1997, sur la base d'une synthèse de données historiques fournies par la littérature et des quelques données biochimiques disponibles à cette date. Voir l'article Liste des races ovines de France.